# Viaduc des Arts

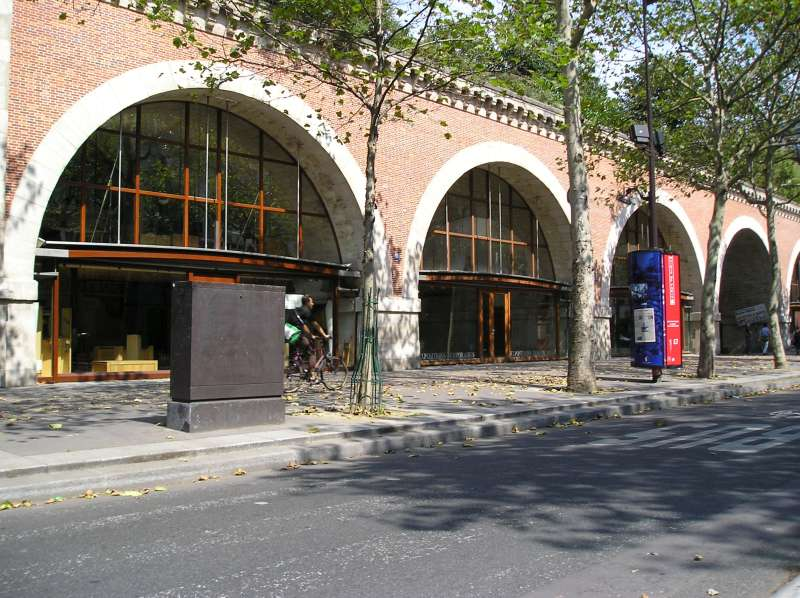
Arcs del Viaduc des Arts, al llarg de l'avinguda Daumesnil

El Viaduc des Arts és avui un conjunt de tallers d'oficis artístics reagrupats en una construcció única a París (al 12è districte) que era l'antic viaducte de París construït el 1859 per sostenir la via de ferrocarril de la línia de Vincennes, connectant la Bastilla amb Vincennes, al llarg de l'actual avinguda Daumesnil.

## Història
El 1990, la mairie de Paris decideix rehabilitar el lloc deixat i abandonat de feia diversos decennis, renovant cadascuna de les voltes del viaducte de la línia de Vincennes per tal de transformar-los en nou conservatori parisenc de l'art. El viaducte, fet de maons roses i de pedres tallada, és restaurat per la SEMAEST amb el concurs de l'arquitecte Patrick Berger que tancà cadascuna de les voltes amb grans vidrieres corbades de fusta clara. A sobre, al lloc de l'antiga via de ferrocarril, s'hi condiciona la promenade plantée, formant part de la via verda que connecta la Place de la Bastille al Bosc de Vincennes. L'arranjament del Viaduc des Arts s'acaba el 1994. Finalment s'enllesteix per a la implantació dels diferents tallers, adossats ara al carrer Faubourg-Saint-Antoine, a l'alçada de l'artesanat del moble francès.
Cada volta és el lloc d'expressió d'un talent i d'un coneixement, que visible del carrer estant per als vianants, revela una infinitat de gests fascinants amb la seva part de tradició, d'heretatge i d'invenció. L'obra, al ritme de la successió de les voltes, proposa als visitants i als turistes descobrir més de 50 artesans d'art i creadors originals. Ràpidament els parisencs van adoptar aquest antic erm ferroviari per fer-ne un lloc privilegiat dels vagareigs de cap de setmana.

## Llista parcial dels tallers d'art
- Vertical - Escultures vegetals contemporànies .
- Atelier Camille Le Tallec - Decoració sobre porcellana pintada a mà  Arxivat 2008-09-08 a Wayback Machine..
- Atelier Fleur d'art Guillet - Creació de guarniments florals artificials per a l'alta costura, el món de l'espectacle....
- Ateliers du Temps Passé - Restauració de quadres i d'objectes d'art policroms.
- Aurélie Cherell - Creació de moda femenina en confecció i vestits de núvia .
- Créations Cherif - Creació i realització de disseny contemporani.
- Atelier Michel Fey - Fundes de mobiliari i daurat sobre cuir.
- Le Bonheur des Dames - Creació i fabricació d'obres de brodat.
- Tissus Malhia Kent - Creació i fabricació de teixits per a l'alta costura internacional.
- Aisthesis - Ebenisteria artística, fabricació i restauració de mobiliari i objectes d'art.
- Atelier Guigue Locca - Restauració i creació de mobles i objectes pintats.
- Verrerie de l'Opéra - Creació d'objectes contemporanis en vidre bufat.
- Roger Lanne Luthier - Creació i restauració de violins i violoncels.
- Atelier du cuivre et l'argent - Orfebreria.
- Académie du Viaduc des Arts - Taller d'ensenyament artístic.
- Matières - Pintura decorativa i ferreteria artística.